# 吴鼎 (元朝)
吴鼎（1264年—1316年），字鼎臣，广平永年（今河北邯郸永年区）人，元朝政治人物。
吴鼎为人博通经史。元世祖至元十七年（1280年），入为太子真金宿卫。至元二十五年（1288年），出任织染杂造局总管府副总管，官至礼部尚书、宣徽副使。大德十一年（1307年）奉诏往山东赈济饥民。元武宗至大元年，改任保定路总管。至大三年，授同知中政院事，两浙财赋隶中政以巨万计，历任收入均丰，吴鼎一无所私。官任大司农、河北道提刑按察司使，为属吏所畏服。元仁宗时，官至崇祥院使。去世后，追封蓟国公，谥孝敏。著有《古今农桑录》。